# 동춘성당
동춘성당은 대한민국의 인천광역시 연수구 봉재산로 140에 위치한 천주교 인천교구 성당이다.

## 교통편
- 인천 도시철도 1호선 동춘역, 동막역

## 같이 보기
- 천주교 인천교구